# Mesosemia anica
Mesosemia anica är en fjärilsart som beskrevs av Druce 1904. Mesosemia anica ingår i släktet Mesosemia och familjen Riodinidae. Inga underarter finns listade i Catalogue of Life.